# Pritchardia remota
Pritchardia remota là loài thực vật có hoa thuộc họ Arecaceae. Loài này được (Kuntze) Becc. miêu tả khoa học đầu tiên năm 1890.

## Hình ảnh

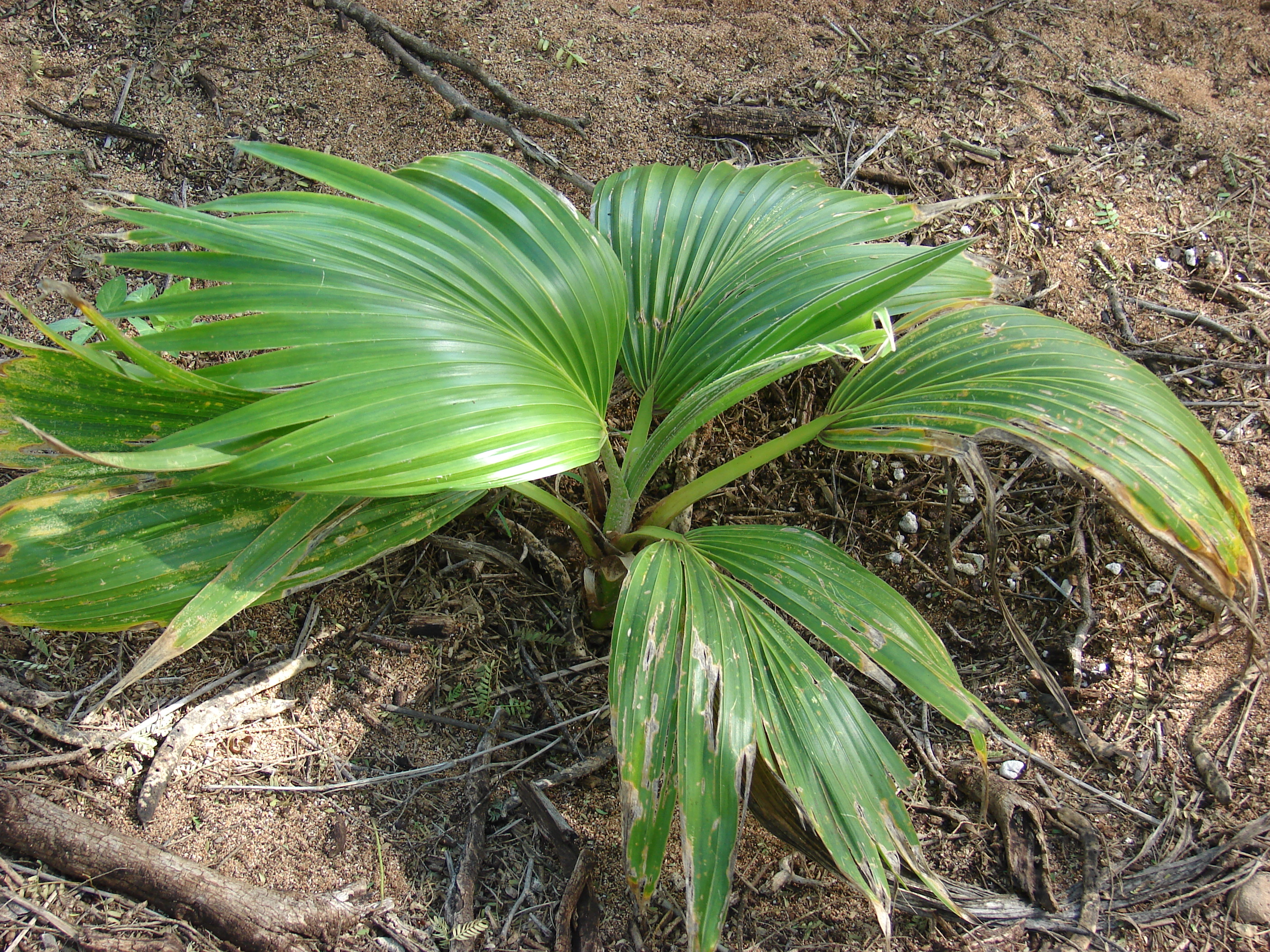
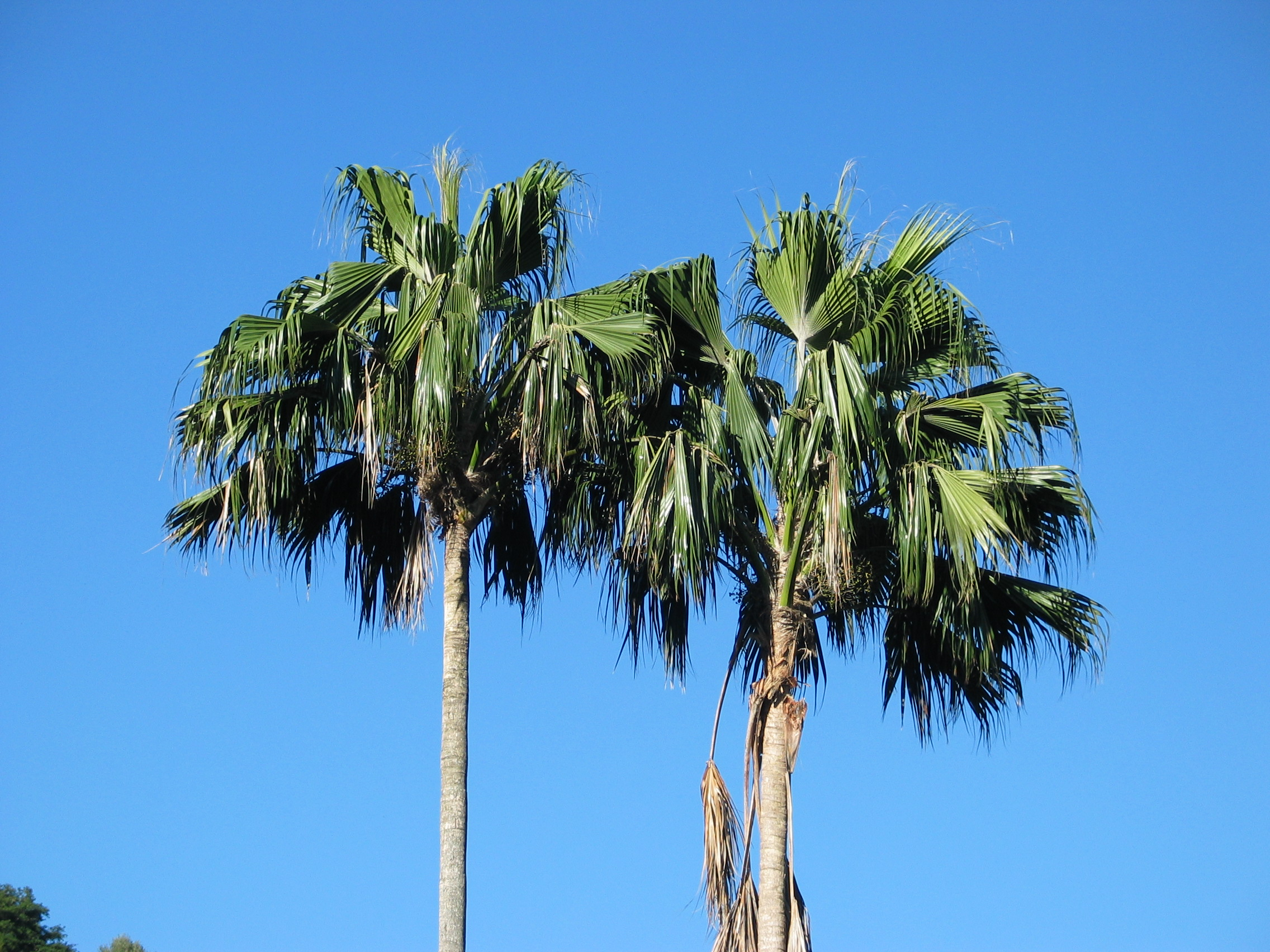
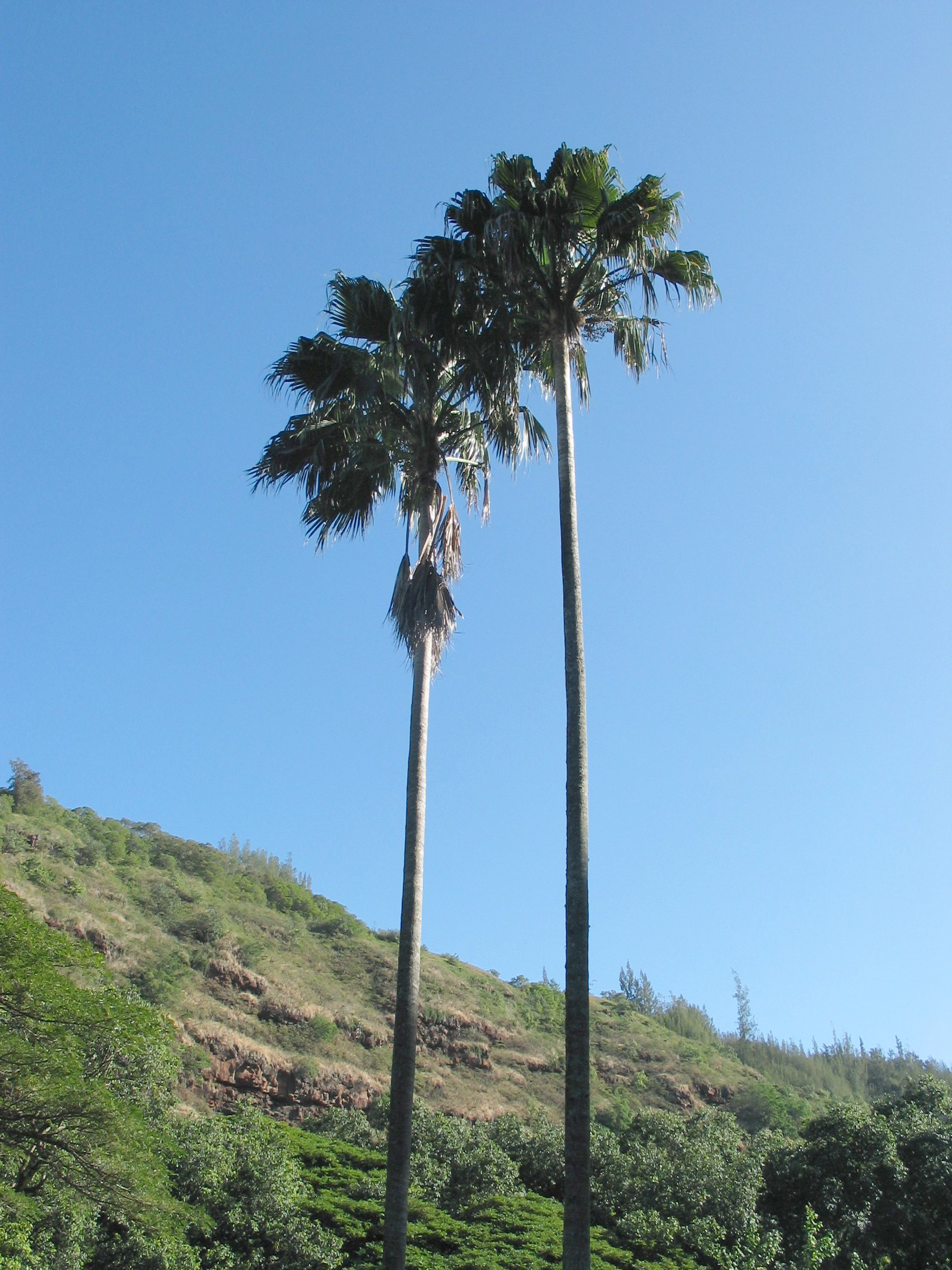
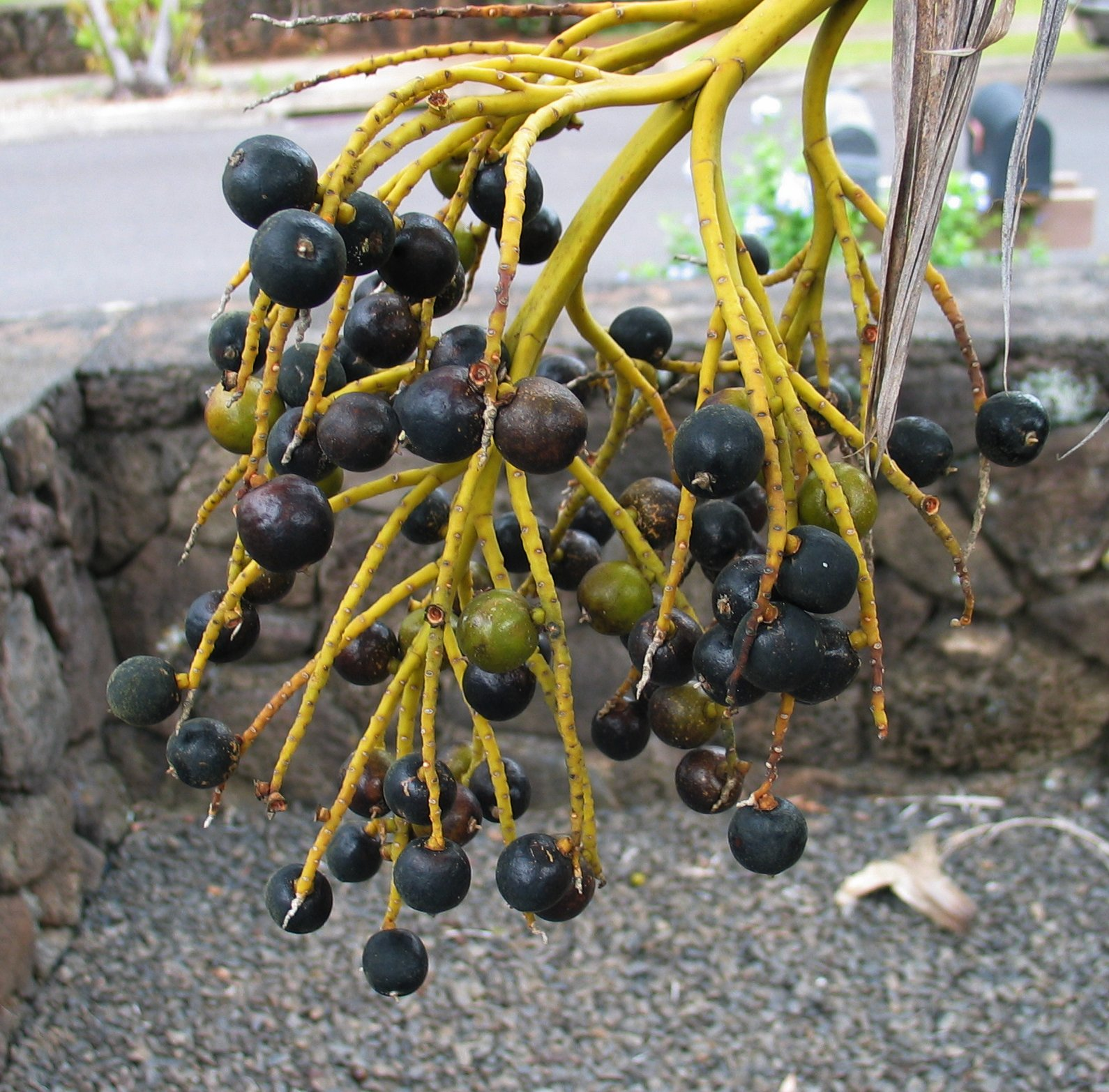